# Scott O'Hara
Scott O'Hara (artistnamn), född 16 oktober 1961, död 18 februari 1998, amerikansk porrskådespelare, debattör och författare, med det egentliga namnet John R. Scott. Som debattör deltog han i debatten om sexualitet och samhälle. Som porrskådespelare blev han särskilt känd för sin förmåga att utöva autofellatio.

## Utgivning
- Autopornography: A Memoir of Life in the Lust Lane (New York: Haworth Press, 1997)
- Rarely Pure and Never Simple: Selected Essays of Scott O'Hara (New York: Haworth Press, 1999)